# Conrad Steinbrecht
Conrad Steinbrecht, né le 22 septembre 1849 à Tangermünde et mort le 3 juillet 1923 à Marienbourg, est un architecte allemand qui se consacra principalement à l'édification de bâtiments en Prusse et à la restauration des châteaux des chevaliers teutoniques.

## Biographie
Steinbrecht étudie au lycée (Gymnasium) de Notre-Dame de Marienbourg, puis il est volontaire à la guerre franco-prussienne de 1870. Il étudie ensuite l'architecture à l'académie d'architecture de Berlin (Bauakademie) de 1871 à 1874 et visite l'Italie et la Grèce à l'issue de ses études. Il participe aux fouilles d'Olympie en 1877 avec Friedrich Adler.
Steinbrecht est nommé Regierungsbaumeister (maître d'œuvre régional) équivalent au rang d'assesseur en 1879 et l'année suivante il est employé au ministère de la culture de Prusse à Berlin. Il se consacre à l'étude et à la restauration de bâtiments historiques en briques et en grès. Il étudie notamment les châteaux teutoniques en Prusse-Occidentale et en Prusse-Orientale. Il en dessine les plans et des esquisses et les décrit dans des brochures, afin de procéder à des travaux de restauration. Il s'intéresse en premier lieu à la forteresse teutonique de Marienbourg qu'il étudie et restaure de 1896 à 1916. Ce fut aussi l'un des principaux restaurateurs du château de Lochstädt en Prusse-Orientale (aujourd'hui à Pavlovo en Russie baltique).

## Galerie

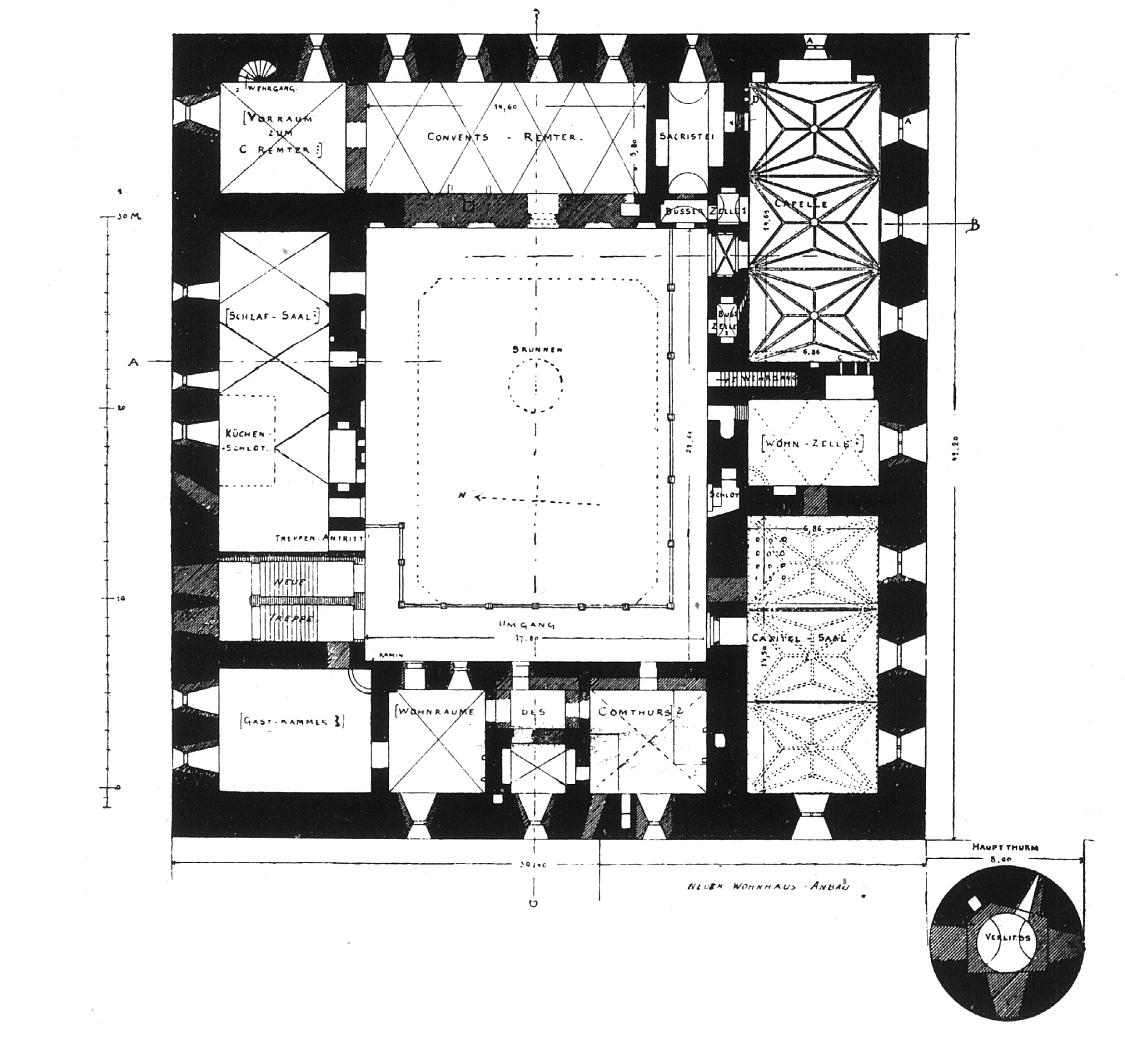
Plan du château de Gollub (1890)
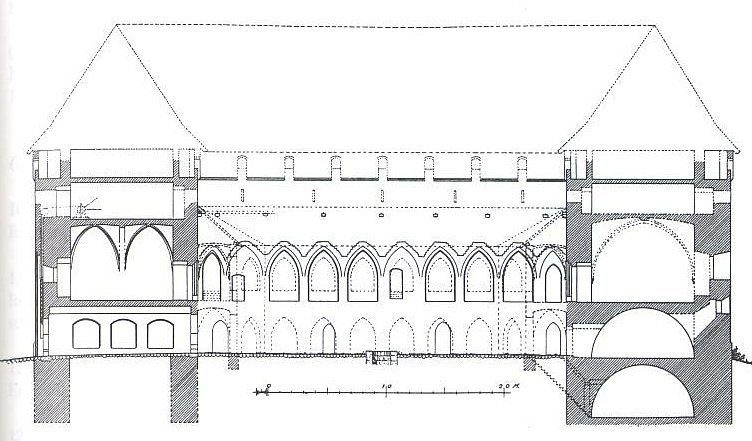
Dessin du château de Ragnit (1890)
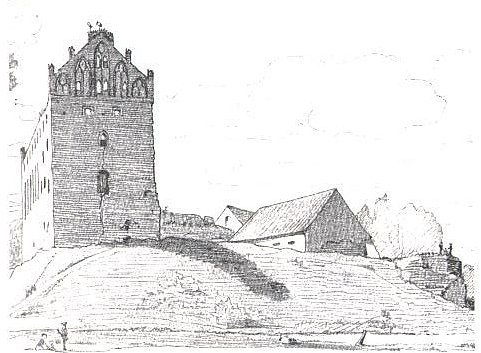
Dessin du château de Soldau en 1881
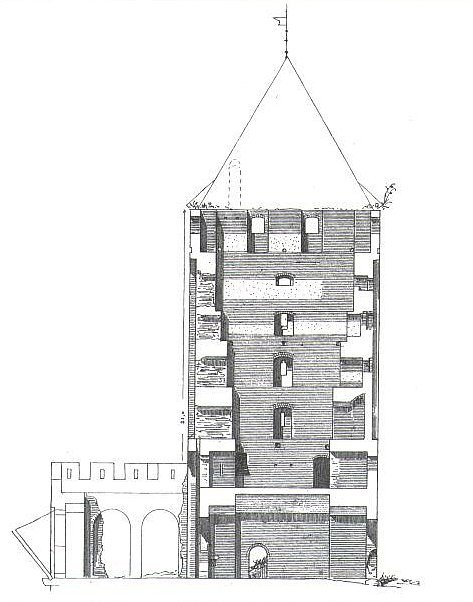
Coupe de la tour d'entrée de Roggenhausen (de) (1888)